# Ian Laperrière
Ian Laperrière (Montreal, 19 de janeiro de 1974) é um jogador profissional canadense de hóquei no gelo.

## Carreira
Em 1992 Ian foi selecionado pelo St. Louis Blues na sétima rodada do recrutamento. Três anos depois, em 8 de dezembro de 1995, foi trocado para o New York Rangers por Stéphane Matteau. Em 14 de março de 1996 ele foi envolvido em uma nova troca, que levou Laperrière, Ray Ferraro, Mattias Norström, Nathan Lafayette e uma escolha no recrutamento para o Los Angeles Kings, em troca de Jari Kurri, Marty McSorley e Shane Churla.
Foi no Los Angeles Kings que Laperrière foi mais utilizado, entre 1996 e 2004. Considerado um jogador de muita determinação e garra, conquistou o apoio da torcida e o respeito de seus companheiros. Ao final a temporada de 2003-04 Ian assinou contrato com o Colorado Avalanche. Mesmo jogando por outro time, continuou sendo um jogador muito querido pela torcida dos Kings.
Em 2005-06 teve sua temporada de maior sucesso, anotando 21 gols e 24 assistências, um total de 45 pontos. Em 29 de outubro de 2006 o jogador marcou o centésimo gol de sua carreira, em jogo contra o Minnesota Wild. Na temporada de 2007-08 envolveu-se em um incidente com Nicklas Lidström, do Detroit Red Wings, quando causou-lhe uma contusão depois de um tranco legal.
Hoje defende o Philadelphia Flyers. Em 2012 fez uma ponta no filme This Is 40, numa cena em que emprestou sua dentadura à personagem de Megan Fox.